# Jon Mesek
Jon Mesek (* 12. Februar 1982 in Radolfzell) ist ein deutscher Singer/Songwriter.

## Musik
Meseks Musik ist am ehesten als Mischung aus Pop, Folk und Rock zu bezeichnen. Als musikalische Einflüsse nennt er Künstler wie Bruce Springsteen, Travis Travis oder Tom Petty.

## Musikalischer Werdegang
Bereits als Elfjähriger gründete Mesek seine erste Band und begann Konzerte zu spielen. Später erhielt er von dem südafrikanischen Pianisten Surendran Reddy Klavierunterricht. Mit 20 Jahren begann er sein Studium am von Paul McCartney gegründeten Liverpool Institute for Performing Arts, wo er unter anderem von Mark Pearman, einem der Gründer der Sisters of Mercy unterrichtet wurde und im gleichen Jahrgang wie The Wombats war. Nach seiner Rückkehr nach Deutschland zog er nach München und unterschrieb Ende 2006 einen Plattenvertrag mit Sony BMG.
Im Jahr 2007 veröffentlichte Mesek seine erste Single We’re gonna live today, mit der er sich in den Top 100 der Deutschen Media Control Charts platzieren konnte. Im selben Jahr ging er unter anderem als Vorgruppe von Paolo Nutini, Maria Mena, Ingo Pohlmann und Pete Murray auf Tour.
2008 veröffentlichte Mesek bei Sony BMG unter dem RCA Label sein Debütalbum In My Head und begleitete Céline Dion auf ihrer Taking Chances Tour in Deutschland und Österreich.
Seine Arbeit wird daraufhin u. a. durch die Initiative Musik gefördert.
Die Aufnahmen für das zweite Album „Marcy Avenue“ fanden in Brooklyn, New York statt. Produziert wurde es von Jean-Philip Grober, dem Gründer der New Yorker Band St. Lucia. Als Gastmusiker spielte u. a. der für den Grammy nominierte Jazzposaunist und Alan Ferber. Das Album „Marcy Avenue“ wurde im Juni 2013 veröffentlicht.

## Diskografie

### Alben
- 2008: In My Head
- 2013: Marcy Avenue

### Singles
- 2007: We’re gonna live today
- 2007: Get me out of here
- 2008: People
- 2013: Keep On Falling